# SAJ
SAJ (Specijalna Antiteroristička Jedinica, pol. Specjalna Jednostka Antyterrorystyczna) – główna serbska jednostka specjalna, sformowana 18 grudnia 1978 z rozkazu Radovana Stojičicia Badžy, który został jej pierwszym dowódcą.
Jednostka podporządkowana jest dowódcy serbskich oddziałów specjalnych policji.

## Historia
SAJ została utworzona 18 grudnia 1978 z rozkazu Radovan Stojičicia Badžy, którego obrano również jej pierwszym dowódcą. Początkowo dyslokowano ją na terenie międzynarodowego portu lotniczego im. Nikola Tesli w Surčin, a następnie przeniesiono do bazy lotniczej w Batajnicy, jednej z części belgradzkiej dzielnicy Zemun. SAJ posiada również centrum treningowe „Paklenik” w Goč, gdzie znajduje się makieta miasta do szkolenia w walce w przestrzeniach zamkniętych.

## Zadania
Do zadań SAJ należy m.in. zwalczanie terroryzmu, partyzantki, przestępczości zorganizowanej, odbijanie zakładników oraz ochrona osobistości.

## Organizacja
Formacja składa się z dwóch grup, które stacjonują w Wojwodinie i Kosowie.

## Wyposażenie

### Pistolety maszynowe
- Odmiany MP5

### Karabiny automatyczne
- SG 552
- Zastava M70
- Karabinek M4

### Karabiny wyborowe
- G3SG/1
- Zastava M76

### Granaty
- Błyskowe
- Lakrymatory